# Dallara F3 2019
Dallara F3 2019 — гоночный автомобиль с открытыми колёсами, разработанный итальянским производителем Dallara для чемпионата ФИА Формула-3, серии гонок поддержки для этапов Формулы-1. F3 2019 является первым автомобилем, который используется в чемпионате, и впервые был представлен в сезоне 2019 года — в первом сезоне чемпионата. Так как чемпионат ФИА Формула-3 — это моносерия, F3 2019 является базовым автомобилем для каждой команды, участвующей в чемпионате. Кроме того, данный автомобиль используется командами для участия в Гран-при Макао. Автомобиль был представлен 22 ноября 2018 года.

## История
В сентябре 2017 года FIA объявила, что в сезоне 2019 года появится новый международный чемпионат Формула-3 в результате слияния GP3 и чемпионата Европы Формулы-3. Новый чемпионат должен стать моносерией и выступать в качестве гонок поддержки для Формулы-1 вместе с чемпионатом ФИА Формула-2. Позже появились слухи, что новый болид будет создан на основе текущего в чемпионате GP3, будет использовать тот же двигатель и ту же коробку передач, а Dallara переработает его аэродинамику. Автомобиль был представлен публике 22 ноября 2018 года во время гоночного уик-энда на трассе Яс Марина в Абу-Даби. Первые тесты автомобиля состоялись 20 февраля 2019 года на трассе Маньи-Кур. Гоночный дебют болида состоялся 11 мая 2019 года на автодроме Барселона-Каталунья. Гонку выиграл Роберт Шварцман, пилот команды Prema Racing, после старта с поул-позиции и штрафа Кристиана Лундгора, который опередил его по ходу гонки. В июле 2019 года было объявлено, что данный автомобиль будет использоваться в Гран-при Макао, так как он соответствует более строгим требованиям безопасности, в отличие от предыдущего шасси, которое было заменено после аварии Софии Флёрш, в результате которой она получила перелом позвоночника. Гоночный дебют автомобиля на Гран-при Макао состоялся 16 ноября 2019 года. Квалификационную гонку выиграл Юри Випс, после старта с поул-позиции. Победителем Гран-при Макао стал Рихард Версхор, после старта с четвёртой позиции. 6 ноября 2020 года было объявлено, что автомобиль продолжит использоваться по сезон 2024 года в рамках мер по сокращению расходов из-за пандемии COVID-19.

## Дизайн

### Конструкция шасси
Как и было предсказано, F3 2019 построен на базе болида GP3/16. Заметным внешнем отличием в конструкции является переднее крыло иной формы. Так же болид оснащён системой DRS и устройством безопасности Halo.

### Двигатель
F3 2019 оснащён атмосферным двигателем Mecachrome V6 с рабочим объёмом 3,4 л. Двигатель развивает мощность 380 л. с. при 8000 об/мин. Такой же двигатель использовался в GP3/16, однако для F3 2019 его мощность была снижена на 20 л.с.

### Производительность
Автомобиль способен разогнаться от 0 до 100 км/ч за 3,1 секунды, от 0 до 200 км/ч за 7,8 секунды. Максимальная скорость оценивается в 300 км/ч.